# John Thune
John Thune, né le 7 janvier 1961 à Pierre (Dakota du Sud), est un homme politique américain. Membre du Parti républicain, il est sénateur du Dakota du Sud au Congrès des États-Unis depuis 2005 et majority leader du groupe républicain depuis 2025. Il est auparavant élu à la Chambre des représentants des États-Unis pour le district at-large du Dakota du Sud de 1997 à 2003.

## Biographie

### Jeunesse et études
John Thune naît le 7 janvier 1961 à Pierre, capitale du Dakota du Sud. Son père, Harold Thune, est un vétéran médaillé de la Distinguished Flying Cross, pilote de chasseur dans le théâtre du Pacifique de la Seconde Guerre mondiale depuis l'USS Intrepid.
Après une enfance à Murdo, au sud-ouest de Pierre, il suit un premier cycle à l'université Biola en Californie, où il reçoit un baccalauréat universitaire en lettres, avant d'être diplômé d'une maîtrise en administration des affaires de l'université du Dakota du Sud en 1984.

### Débuts de carrière
Il travaille comme assistant des sénateurs James Abdnor et Larry Pressler avant de rejoindre l'administration de Ronald Reagan pour travailler à la Small Business Administration, l'agence fédérale chargée des petites entreprises. De 1991 à 1993, Thune est directeur des chemins de fer du Dakota du Sud, nommé par le gouverneur républicain George S. Mickelson.

### Engagement politique
À la suite des élections de 1996, lors desquelles il récolte 57,7 % des voix, John Thune entre à la Chambre des représentants des États-Unis pour le district at-large du Dakota du Sud. Il succède ainsi à Tim P. Johnson, élu au Sénat des États-Unis. Il est aisément réélu en 1998 (75,1 % des voix) et 2000 (74 % des voix).
En 2002, il tente de devenir sénateur mais est battu de seulement 524 voix (0,15 %) par le sortant Tim P. Johnson, candidat du Parti démocrate. Malgré le faible écart, il reconnaît sa défaite dès le 13 novembre et ne demande pas de recompte des voix.
En 2004, il se présente une nouvelle fois pour obtenir l'autre poste de sénateur de l'État, tenu par le chef de la minorité démocrate au Sénat, Tom Daschle, considéré comme imprenable. Pourtant, le 2 novembre 2004, il est élu en obtenant 50,6 % des voix contre Daschle. Pour la première fois depuis 50 ans, un chef de groupe parlementaire est battu lors du renouvellement de son mandat fédéral. L'élection de John Thune est alors l'un des symboles de l'éclatante victoire des républicains aux élections qui voient le président George W. Bush obtenir un second mandat.
Candidat à sa réélection en 2010, il remporte un second mandat avec 100 % des voix, ni le Parti démocrate ni aucun autre parti n'ayant présenté d'adversaire face à lui. En 2016, il remporte un troisième mandat avec 71,8 % des voix.
Après les élections de 2018, il devient est choisi pour devenir whip de la majorité républicaine,. Deux ans plus tard, il conserve son poste au sein de la minorité.
À la fin de la présidence de Donald Trump, il s'oppose aux tentatives de renversement des résultats de l'élection présidentielle de 2020. Donald Trump déclare alors publiquement espérer que la gouverneure du Dakota du Sud Kristi Noem se présentera contre lui lors des élections de 2022, ce qu'elle refuse. Après avoir envisagé de ne pas se représenter à un quatrième mandat, il annonce finalement sa candidature et remporte l'élection avec 69,3 % des voix.
Dans le cadre des primaires républicaines pour l'élection présidentielle de 2024, il apporte d'abord son soutien à son collègue Tim Scott, avant de se rallier à Donald Trump quelques jours avant le « Super Tuesday ». Après que Mitch McConnell ait déclaré son intention de se retirer de la présidence du groupe républicain au Sénat après les élections de 2024, il déclare sa candidature pour lui succéder. Perçu comme favori contre ses rivaux John Cornyn et Rick Scott, il fait face à l'hostilité d'alliés de Donald Trump. Il remporte l'élection interne contre ses deux collègues le 13 novembre.

### Positionnement politique
Thune est un libéral en économie, souhaitant une action du pouvoir fédéral réduite. Il se montre très conservateur sur les questions sociales et familiales, l'American Conservative Union lui donnant la note maximale de 100 en 2006. En 2005, il déclare continuer à être favorable à la guerre d'Irak. Il est l'un des rédacteurs de l'Animal Enterprise Terrorism Act de 2006.
Il reconnait l'existence du changement climatique mais se montre peu favorable aux mesures visant à y faire face.